# Moerasmicro-uil
De moerasmicro-uil (Hypenodes humidalis) is een vlinder uit de familie van de spinneruilen (Erebidae). De wetenschappelijke naam van de soort werd voor het eerst geldig gepubliceerd door Henry Doubleday in 1850.

## Beschrijving
De voorvleugellengte bedraagt tussen de 6 en 8 millimeter. Doordat de vlinder klein is en door de houding van de vleugels, wordt hij makkelijk voor een microvlinder aangezien. Ook verwarring met de gepijlde micro-uil en gelijnde micro-uil is goed mogelijk. Deze soort onderscheidt zich doordat er schuine dwarslijnen tot in de vleugelpunt lopen. De palpen vormen een vooruitstekende "snuit".

## Levenscyclus
De moerasmicro-uil gebruikt grassen, met name pijpenstrootje een ook struikhei als waardplanten. De rups is te vinden van juli tot mei en overwintert. De vlinder kent twee jaarlijkse generaties die vliegen van eind mei tot in oktober, de tweede generatie is partieel. 

## Voorkomen
De soort komt voor van een groot deel van Europa tot het gebied van de Amoer. De moerasmicro-uil is in Nederland een zeldzame en in België een zeer zeldzame soort. 